# Galato de propilo
El Galato de propilo es un éster del ácido gálico. Es empleado en la industria alimentaria desde los años cuarenta como antioxidante con el código E310. Por regla general se emplea en los alimentos grasos en los que se pretende evitar la oxidación (rancio). Se puede obtener de forma natural procedente de las vainas de la fruta procedente del árbol tara (Caesalpinia spinosa). 

## Propiedades
Es un polvo blanco (o crema claro) poco soluble en agua. Se presenta con características completamente inodoras, de aspecto áspero y duro al tacto.  Inestable a la temperaturas altas, generalmente por encima de los 100 °C. Cuando se manipulan alimentos con herramientas que dejan pequeñas trazas de hierro, se produce una reacción que da lugar a la aparición de colores azul oscuro que acaban dejando los alimentos poco atractivos. Esta coloración se evita mezclando el galato de propilo.  

## Usos
Es empleado como antioxidante con el objeto de prolongar la vida útil de muchos alimentos. Debido a las propiedades de inestabilidad a las altas temperaturas no es aconsejable emplearse en frituras o en aquellos productos que requieran el empleo del horno: galletas y produtos de repostería. Se utiliza en combinación con el butilhidroxianisol (E 320) y butilhidroxitolueno (E 321) para la mejorar el efecto de protección de grasas y aceites comestibles. En España, se emplean por regla general los galatos, en combinación con el butilhidroxianisol y el butilhidroxitolueno en la conservación de aceites vegetales, con la excepción del aceite de oliva. 